# Xorides sepulchralis
Xorides sepulchralis là một loài tò vò trong họ Ichneumonidae.